# 查干郭勒登库勒
查干郭勒登库勒是一个位于中国新疆维吾尔自治区阿勒泰地区的湖泊，面积约为1.91平方千米，属于蒙新高原区。它的一级流域为内流区诸河，二级流域为准葛尔内流区。